# Eragrostis zeylanica
Eragrostis zeylanica là một loài thực vật có hoa trong họ Hòa thảo. Loài này được Nees & Meyen mô tả khoa học đầu tiên năm 1843.